# جاستین لستر (کشتی‌گیر)
جاستین "هری" لستر (انگلیسی: Justin "Harry" Lester؛ زادهٔ ۳۰ سپتامبر ۱۹۸۳) کشتی‌گیر اهل ایالات متحده آمریکا است.
وی در مسابقات کشوری و بین‌المللی در مجموع برندهٔ ۲ مدال برنز شده‌است.